# ドーソン郡 (ネブラスカ州)
座標: 北緯40度52分 西経99度49分 / 北緯40.87度 西経99.81度
ドーソン郡（英: Dawson County）は、アメリカ合衆国のネブラスカ州にある郡。2000年時点での人口は24,365人で、郡庁所在地はレキシントン (Lexington)。
ドーソン郡は隣接するゴスパー郡とレキシントン小都市統計地域を構成している。
ネブラスカ州のナンバープレートで、ドーソン郡の車両は最初の数字が18になっている。これは1922年にナンバープレートの制度を確立した際、ドーソン郡の車両登録台数が州内の郡のなかで18番目に多かったからである。

## 歴史
ドーソン郡は1860年に組織された。郡名の由来に関しては二つの説があり、一つはペンシルベニア州選出で共和党に所属した連邦下院議員のジョン・リトルトン・ドーソンにちなんだという説、もう一つは初期の開拓者のジェイコブ・ドーソンにちなんだという説である。しかし、現在では後者が有力な説とされている。

## 地理
アメリカ合衆国国勢調査局によると、この郡は総面積2,640 km2 (1,019 mi2) である。このうち2,623 km2 (1,013 mi2)が陸地で、16 km2 (6 mi2) が海や湖などの水地域である。総面積のうち0.62%が水地域となっている。

### 隣接する郡
- カスター郡（北）
- バッファロー郡（東）
- フェルプス郡（南東）
- ゴスパー郡（南）
- フロンティア郡（南西）
- リンカーン郡（西）

## 人口動静

2000年の時点での郡の人口ピラミッド

2000年の国勢調査によると、ドーソン郡には24,365人、8,824世帯、及び6,273家族が暮らしている。人口密度は9/km2 (24/mi2) で、4/km2 (10/mi2) の平均的な密度に9,805軒の住居が建っている。この郡の人種の構成は白人82.32%、黒人（アフリカ系アメリカ人）0.31%、先住民0.67%、アジア系0.66%、太平洋諸島系0.01%、その他の人種14.49%、及び混血1.53%で、25.36%の人々がヒスパニックまたはラテン系である。郡民の32.0%がドイツ系、6.7%がアメリカ系、6.7%がアイルランド系、6.4%がイングランド系移民の子孫である。
ドーソン郡に住む8,824世帯のうち、35.80%は18歳未満の子どもと暮らしており、58.80%は夫婦で生活している。7.90%は未婚の女性が世帯主であり、28.90%は家族以外の住人と同居している。24.60%は独居で、全世帯の12.00%は65歳以上の独居老人世帯である。1世帯あたりの平均人数は2.71人であり、家庭の場合は3.21人である。
郡の住民は29.20%が18歳未満の子どもで、18歳以上24歳以下が8.40%、25歳以上44歳以下が27.60%、45歳以上64歳以下が20.70%、および65歳以上が14.10%となっている。平均年齢は34歳である。女性100人に対して男性は101.70人いて、18歳以上の女性100人に対しては男性は100.90人いる。
郡の世帯ごとの平均収入は36,132米ドルで、家族ごとでは42,224米ドルである。男性の26,865米ドルに対して女性は20,569米ドルの平均的な収入がある。この郡の一人当たりの収入 (per capita income) は15,973米ドルである。総人口の10.80%、家族の8.60%は貧困線以下である。18歳未満の子どもの14.20%及び65歳以上の9.20%は貧困線以下の生活を送っている。

## コミュニティ

### 都市
- コザード (en:Cozad, Nebraska)
- グーテンバーグ (en:Gothenburg, Nebraska)
- レキシントン (en:Lexington, Nebraska)

### 村
- エディヴィル (en:Eddyville, Nebraska)
- ファーナム (en:Farnam, Nebraska)
- オーヴァートン (en:Overton, Nebraska)
- サムナー (en:Sumner, Nebraska)

### その他
- ウィロー・アイランド (en:Willow Island, Nebraska)